# Federação de Basquetebol de Mato Grosso do Sul
A Federação de Basketball de Mato Grosso do Sul (FBMS) é uma entidade do basquetebol de Mato Grosso do Sul. É filiada a Confederação Brasileira de Basketball.